# Кастийон (кантон Тер-де-Люи и Кото-дю-Вик-Бий)
Кастийо́н (фр. Castillon) — коммуна во Франции, находится в регионе Аквитания. Департамент — Атлантические Пиренеи. Входит в состав кантона Тер-де-Люи и Кото-дю-Вик-Бий. Округ коммуны — По.
Код INSEE коммуны — 64182.

## География

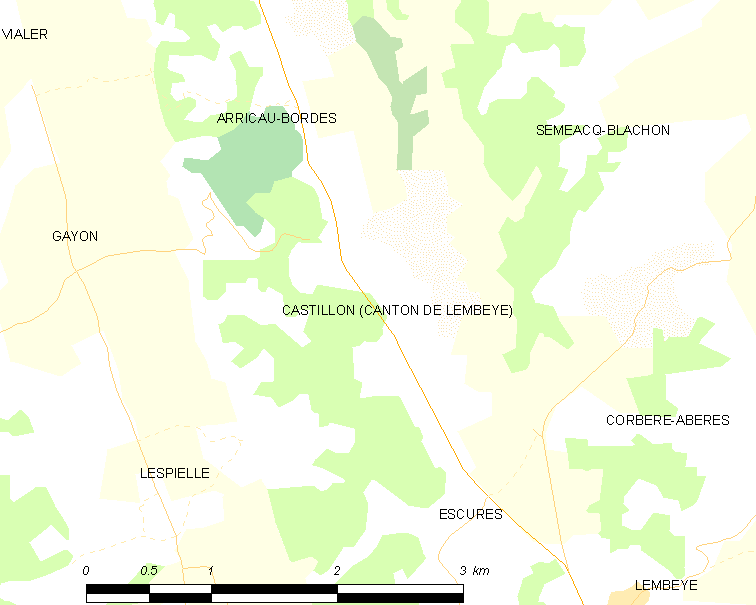
Карта коммуны

Коммуна расположена приблизительно в 630 км к югу от Парижа, в 155 км южнее Бордо, в 28 км к северо-востоку от По.
На северо-западе коммуны протекает река Леес.

### Климат
Климат тёплый океанический. Зима мягкая, средняя температура января — от +5°С до +13°С, температуры ниже −10 °C бывают редко. Снег выпадает около 15 дней в году с ноября по апрель. Максимальная температура летом порядка 20-30 °C, выше 35 °C бывает очень редко. Количество осадков высокое, порядка 1100 мм в год. Характерна безветренная погода, сильные ветры очень редки.

## Население
Население коммуны на 2010 год составляло 56 человек.
| 1962 | 1968 | 1975 | 1982 | 1990 | 1999 | 2010 |
| ---- | ---- | ---- | ---- | ---- | ---- | ---- |
| 89   | 78   | 77   | 68   | 64   | 57   | 56   |

## Администрация
| Период | Период | Фамилия  | Партия | Примечания |
| ------ | ------ | -------- | ------ | ---------- |
| 1995   | 2020   | Робер Ге |        |            |

## Экономика
В 2010 году среди 34 человек трудоспособного возраста (15-64 лет) 24 были экономически активными, 10 — неактивными (показатель активности — 70,6 %, в 1999 году было 72,4 %). Из 24 активных жителей работали 22 человека (13 мужчин и 9 женщин), безработных было 2 (0 мужчин и 2 женщины). Среди 10 неактивных 1 человек был учеником или студентом, 6 — пенсионерами, 3 были неактивными по другим причинам.

## Достопримечательности
- Церковь Св. Петра (XIV век)[4]
- Замок Кастийон (XVII век)[5]

## Фотогалерея

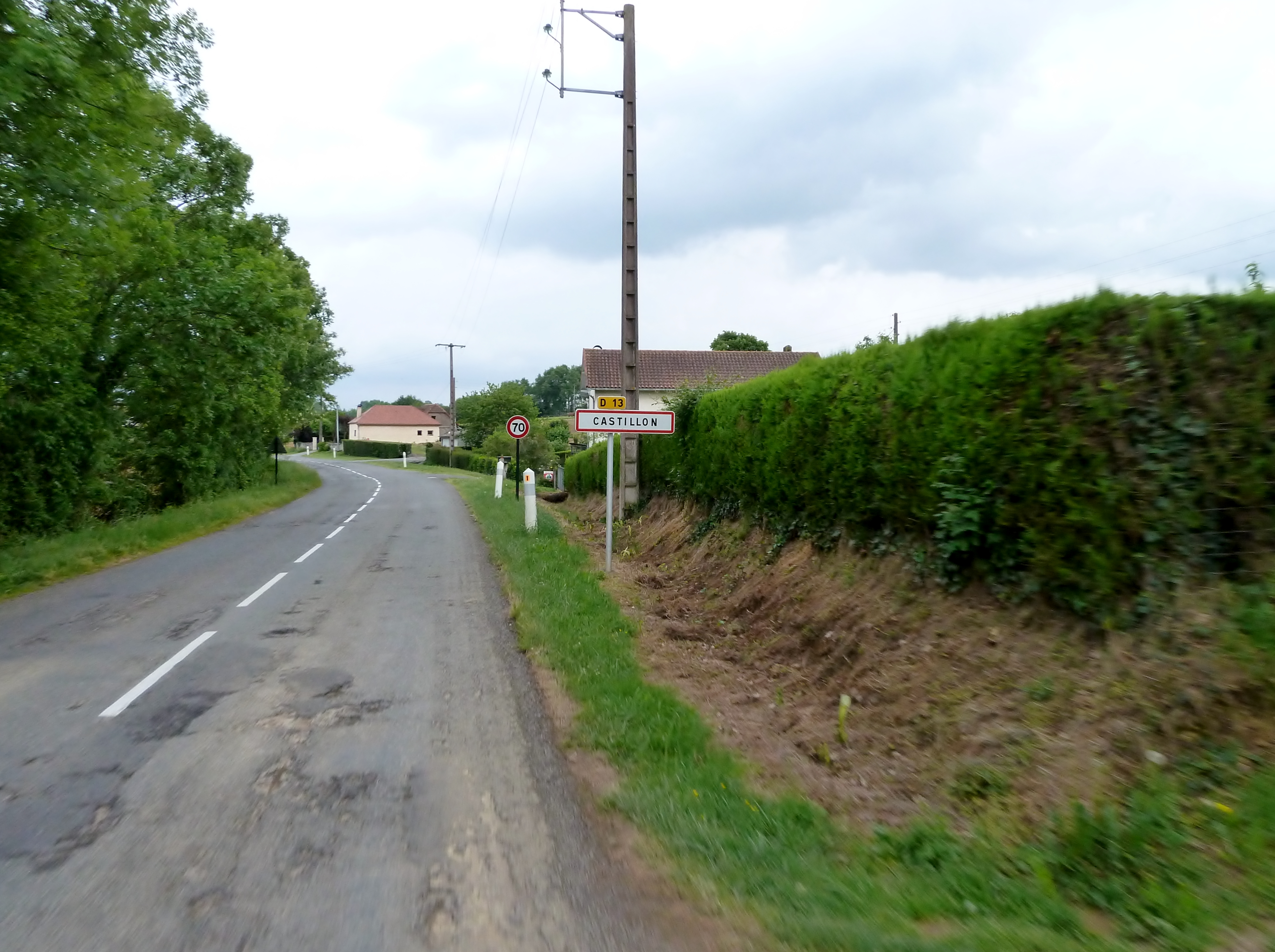
Въезд в Кастийон
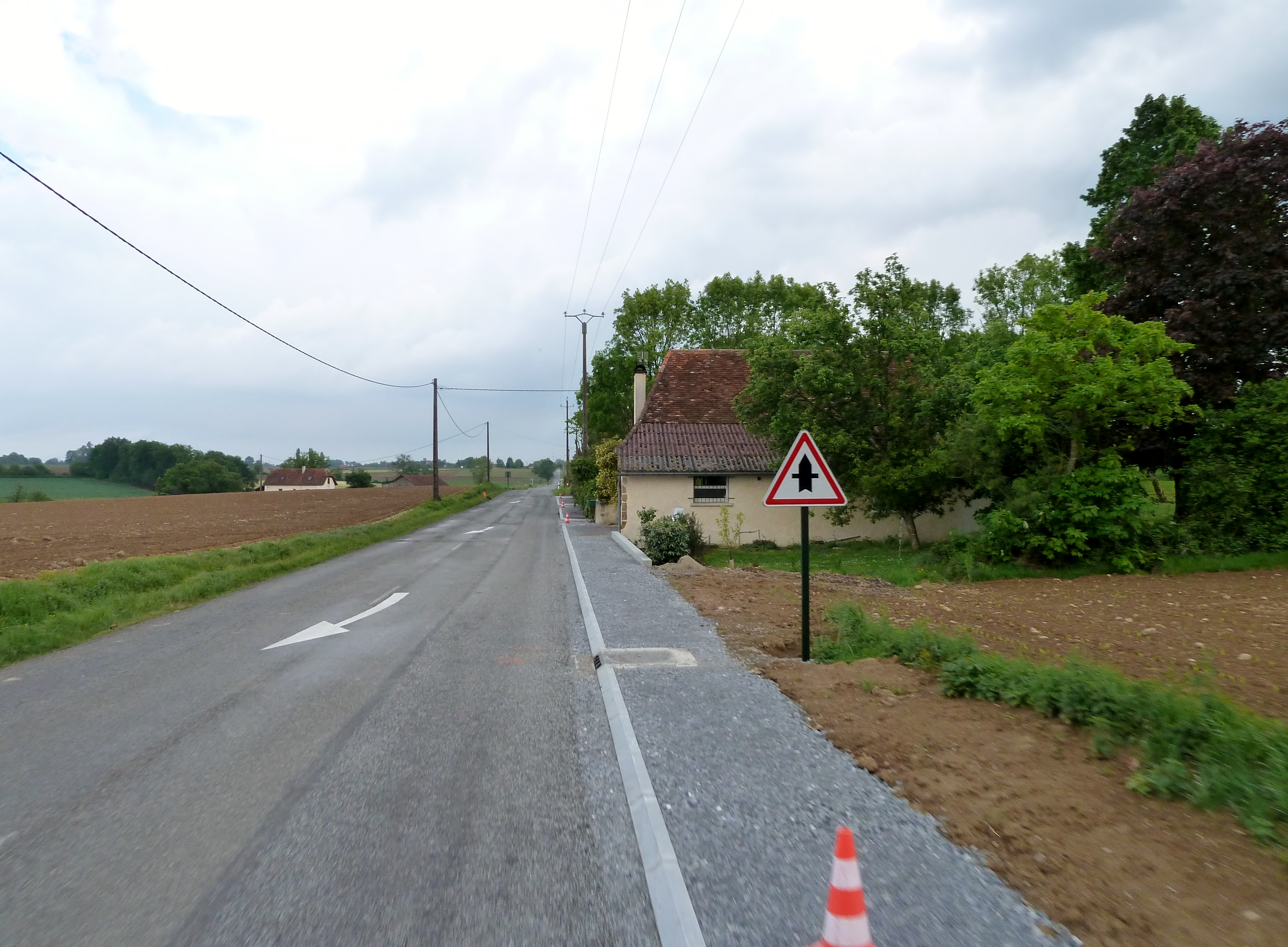
Кастийон
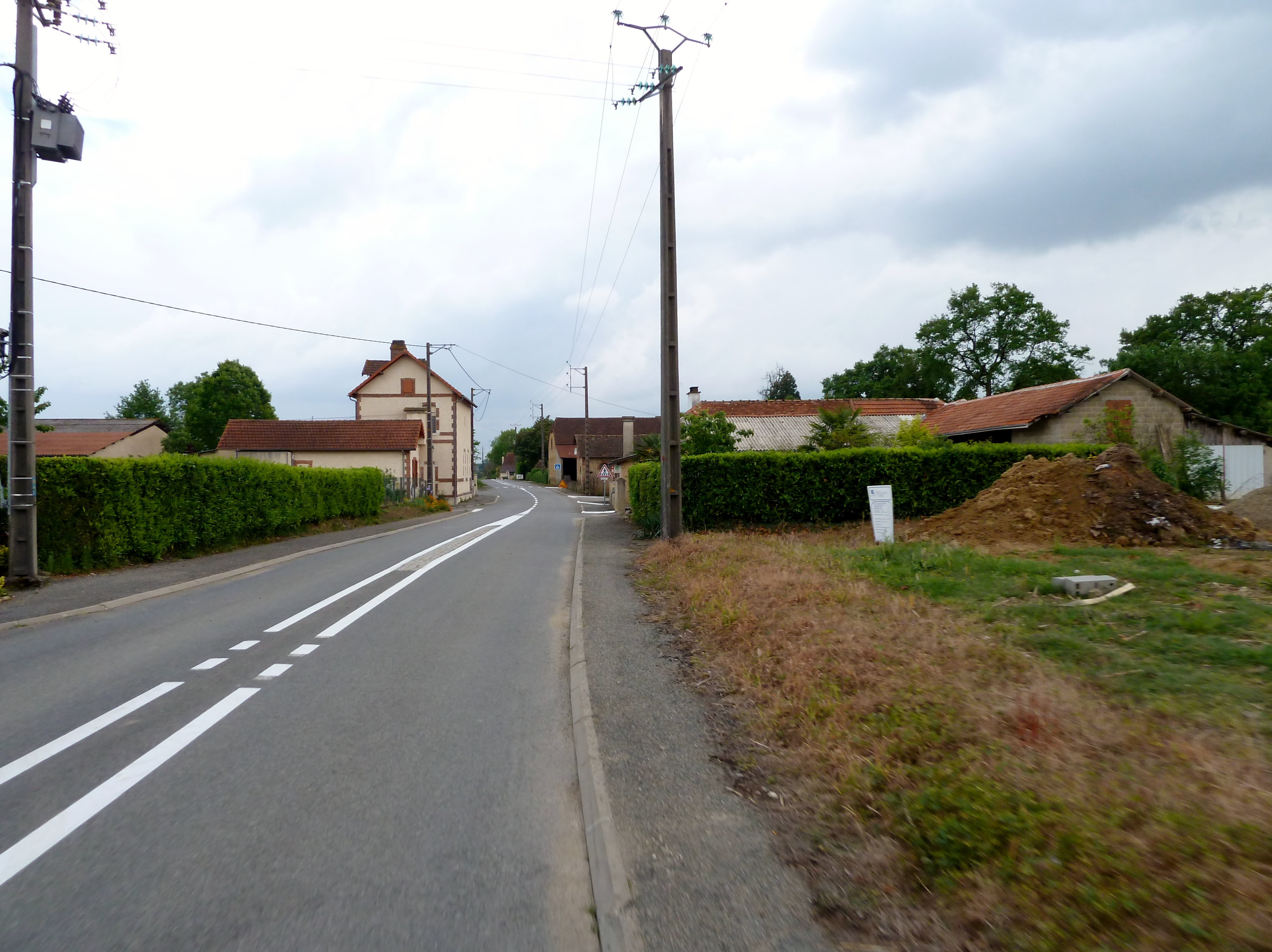
Кастийон